# Canebrake (región de Alabama)
El Canebrake («Cañaveral» en español) se refiere a una región histórica del centro-oeste de Alabama en los Estados Unidos, que una vez estuvo dominada por matorrales de Arundinaria, un tipo de bambú o caña, nativo de América del Norte. Se centró en la unión de los ríos Tombigbee y Guerrero Negro, cerca de Demopolis, y se extendió hacia el este para incluir gran parte de los condados de Hale, Marengo y Perry. A menudo también se incluían partes de Greene y Sumter.
Los matorrales de caña alguna vez cubrieron cientos de miles de acres en Alabama, pero esta área, que se encuentra dentro del Cinturón Negro, tenía los rodales más extensos. El naturalista estadounidense William Bartram notó el crecimiento en esta área mientras viajaba a lo largo del río Tombigbee en 1775. Describió cañas que eran «gruesas como el brazo de un hombre, o tres o cuatro pulgadas de diámetro; supongo que una articulación de algunas de ellas contendría por encima de un litro de agua».
La caña comenzó a desaparecer después de la colonización de numerosos europeos estadounidenses después de las Guerras Creek y, especialmente, la deportación de los indios. Los colonos introdujeron cultivos que reemplazaron a la caña nativa y sofocaron los incendios. Esto resultó en el florecimiento de especies que competían con la caña. Además, dependiendo de la mano de obra esclava, los nuevos colonos hicieron que los trabajadores limpiaran el área de caña para cultivar la importante cosecha de algodón. Pero, aún en 1845, el geólogo escocés Charles Lyell notó la altura y la densidad de la caña a lo largo del río Guerrero Negro.
En su relato de 1947 de la región de Canebrake, «Chronicles of the Canebrake, 1817-1860», publicado en el Alabama Historical Quarterly, John Witherspoon DuBose describió a los primeros colonos, la tierra y las plantaciones que compraron o desarrollaron, y muchos de los detalles de la vida de estos primeros pobladores.